# Katharina Molitor
Kathrina Molitor (née le 8 novembre 1983 à Bedburg) est une athlète allemande spécialiste du lancer du javelot.

## Carrière
Vice-championne d'Europe espoir en 2005, elle se classe huitième des Jeux olympiques de 2008, et termine au pied du podium des Championnats d'Europe de 2010 avec la marque de 63,81 m.
Elle améliore son record personnel en juillet 2011 en réalisant à Cassel un lancer à 64,67 m. 
En 2015, totalement non-attendue par le public, Molitor est sacrée championne du monde du lancer du javelot avec un jet à 67,69 m réalisé à son 6e et dernier essai. Elle bat la Chinoise Lü Huihui qui menait avec 66,13 m (record d'Asie).
Le 18 mai 2016, l'Allemande se classe 3e du World Challenge Beijing avec 62,01 m. Début juillet, elle échoue au pied du podium des Championnats d'Europe d'Amsterdam avec un jet à 63,20 m, son meilleur cette saison. Elle est devancée par la Biélorusse Tatsiana Khaladovich (66,34 m), Linda Stahl (65,25 m) et la Croate Sara Kolak (63,50 m).
Peinant à confirmer depuis son titre mondial, Molitor réussit malgré tout, le 6 août 2017, à se qualifier pour la finale des championnats du monde de Londres avec un jet à 65,37 m. Elle termine 7e avec 63,75 m.

## Palmarès
| Date | Compétition                          | Lieu             | Résultat | Marque  |
| ---- | ------------------------------------ | ---------------- | -------- | ------- |
| 2005 | Championnats d'Europe espoirs        | Erfurt           | 2e       | 57,01 m |
| 2008 | Jeux olympiques                      | Pékin            | 8e       | 59,64 m |
| 2010 | Championnats d'Europe                | Barcelone        | 4e       | 63,81 m |
| 2011 | Championnats du monde                | Daegu            | 4e       | 64,32 m |
| 2012 | Championnats d'Europe                | Helsinki         | 5e       | 60,99 m |
| 2012 | Jeux olympiques                      | Londres          | 6e       | 62,89 m |
| 2014 | Coupe d'Europe hivernale des lancers | Leiria           | 2e       | 60,97 m |
| 2015 | Coupe d'Europe hivernale des lancers | Leiria           | 3e       | 62,08 m |
| 2015 | Championnats du monde                | Pékin            | 1re      | 67,69 m |
| 2015 | Ligue de diamant                     | Ligue de diamant | 7e       | détails |
| 2016 | Championnats d'Europe                | Amsterdam        | 4e       | 63,20 m |
| 2017 | Coupe d'Europe hivernale des lancers | Grande Canarie   | 5e       | 58,25 m |
| 2017 | Championnats d'Europe par équipes    | Lille            | 4e       | 60,71 m |
| 2017 | Championnats du monde                | Londres          | 7e       | 63,75 m |
| 2018 | Coupe d'Europe hivernale des lancers | Leiria           | 3e       | 59,80 m |

## Records
| Épreuve           | Performance | Lieu  | Date         |
| ----------------- | ----------- | ----- | ------------ |
| Lancer du javelot | 67,69 m     | Pékin | 30 août 2015 |